# George Putnam Upton

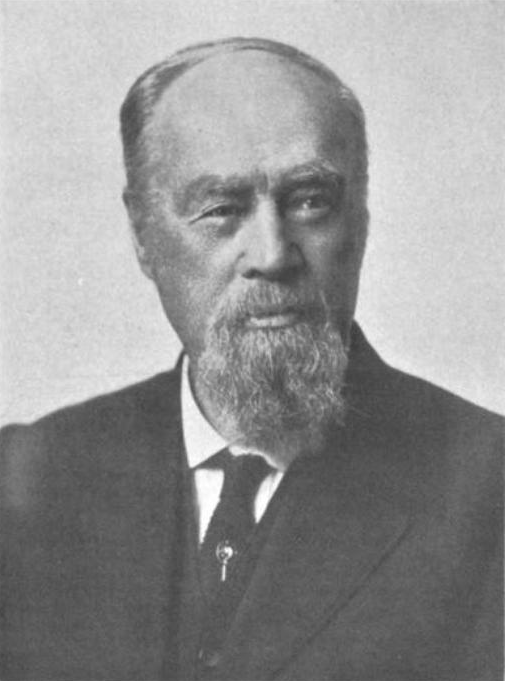
George Putnam Upton (1922)

George Putnam Upton (* 25. Oktober 1834 in Roxbury; † 19. Mai 1919 in Chicago) war ein US-amerikanischer Musikkritiker, Musikschriftsteller und Journalist.

## Leben und Werk
George Putnam Upton studierte an der Brown University in Providence und schloss dieses Studium mit dem Master of Arts 1854 ab. Er ging 1862 nach Chicago und schrieb Musikkritiken für den Chicago Tribune. 1881 wurde er Chefredakteur für die Tribune und blieb bis 1905 in diesem Amt. Er schrieb mehrere musikwissenschaftliche Standardwerke, von denen The Standard Operas das bekannteste und erfolgreichste war.

## Werke von George Putnam Upton (Auswahl)
- Letter of Peregrin Pickle (1870)
- Woman in Music (1880)
- The Standard Operas (1886, 1928, erweitert von Felix Borowski 1936, Reprint 1947)
- The Standard Oratorios (1887, 121909)
- The Standard Cantatas (1888, 71899)
- The Standard Symphonies (1889)
- Musical Pastels (1902)
- The Standard Light Operas (1902)
- Theodore Thomas (Autobiographie, 1905; als Herausgeber)
- Eduard Reményi. Musician, Litérateur and Man (zusammen mit G. D. Keller, 1906)
- Musical Memories (Autobiographie, 1908)
- The Standard Concert Guide (1908, Neuauflagen 1930, 1947)
- Standard Concert Repertory (1909)
- Standard Musical Biographies (1910)
- The Song (1915)
- In Music’s Land (1920)